# Pisano (Piemont)
Pisano (piemontesisch und lombardisch Pisan) ist eine Gemeinde mit 794 Einwohnern (Stand 31. Dezember 2023) in der italienischen Provinz Novara (NO), Region Piemont.
Das Gemeindegebiet umfasst eine Fläche von zwei km². Der Ort liegt ca. drei Kilometer westlich des Lago Maggiore.
Nachbargemeinden sind Armeno, Colazza, Meina und Nebbiuno.